# Маріагейде
Маріагейде (нід. Mariaheide) — село в нідерландській провінції Північний Брабант. Входить до муніципалітету Меєрейстад.
Його площа становить 4,18 км², а населення станом на 2021 рік складало 1 650 осіб.

## Галерея

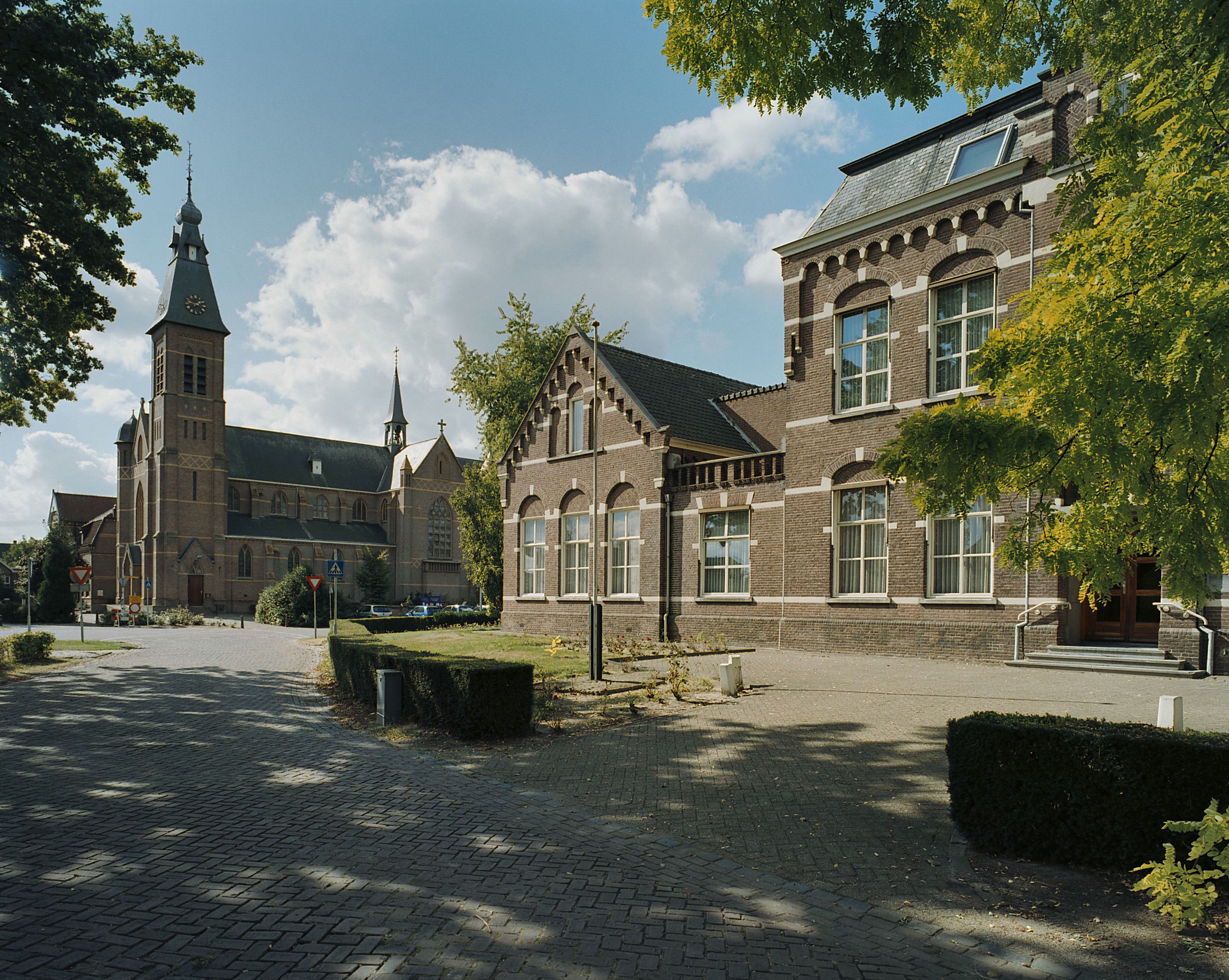
Церква і монастир
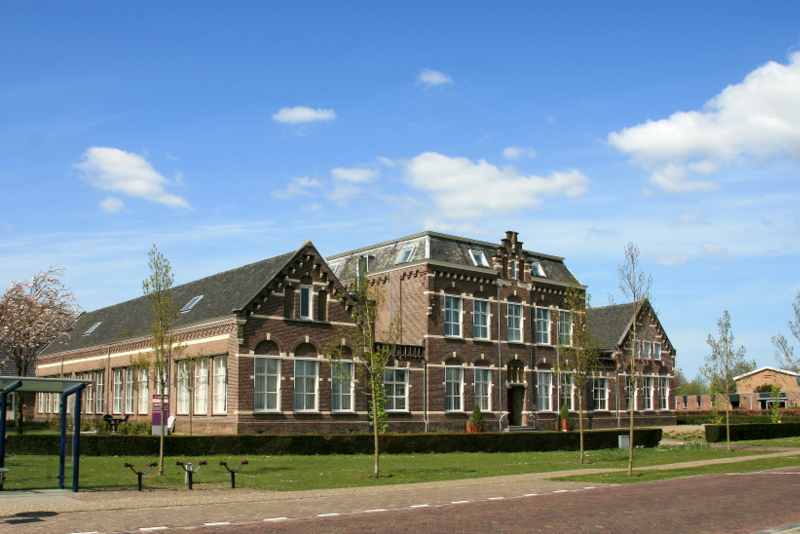
Монастир св. Ніколаса
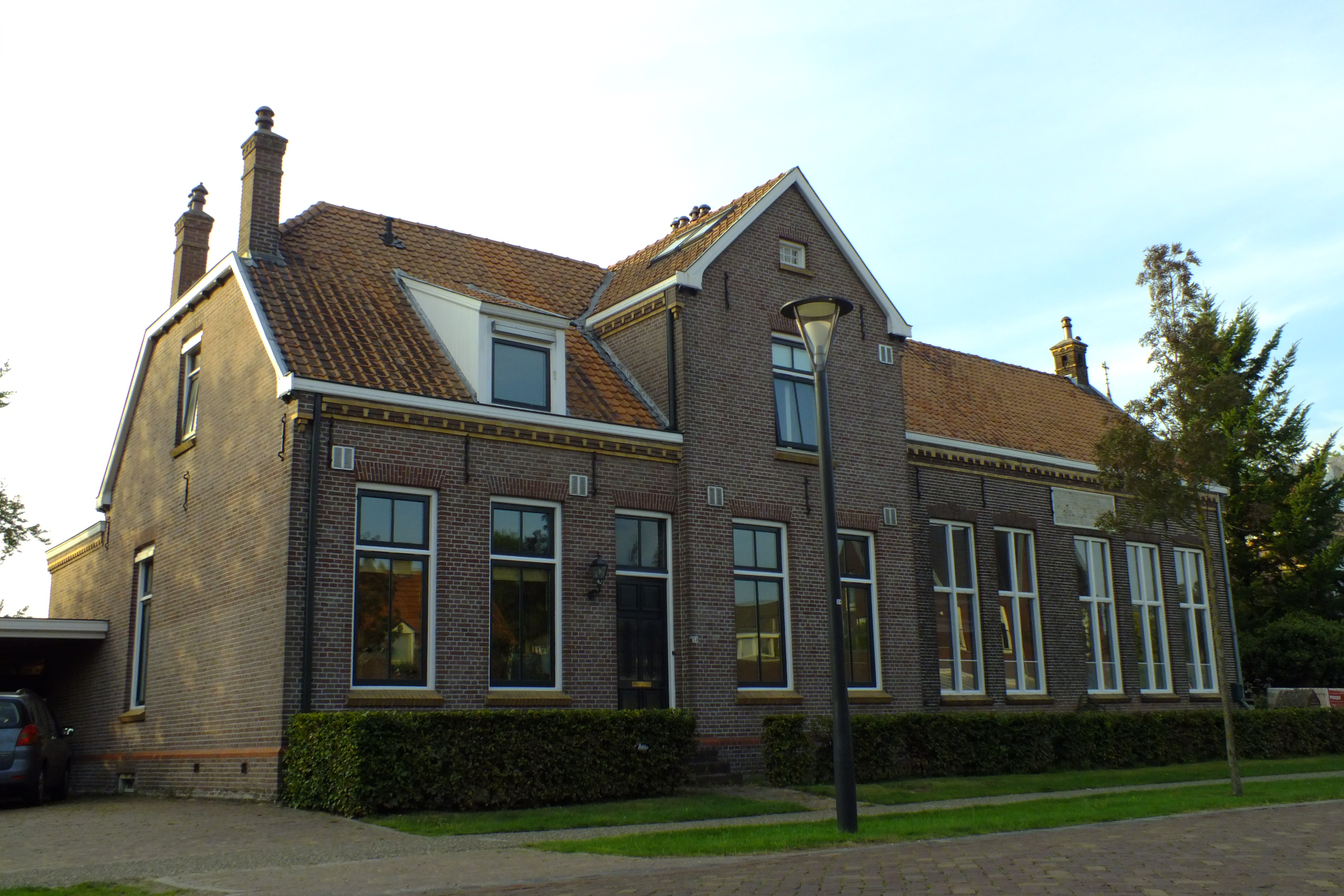
Церковна школа
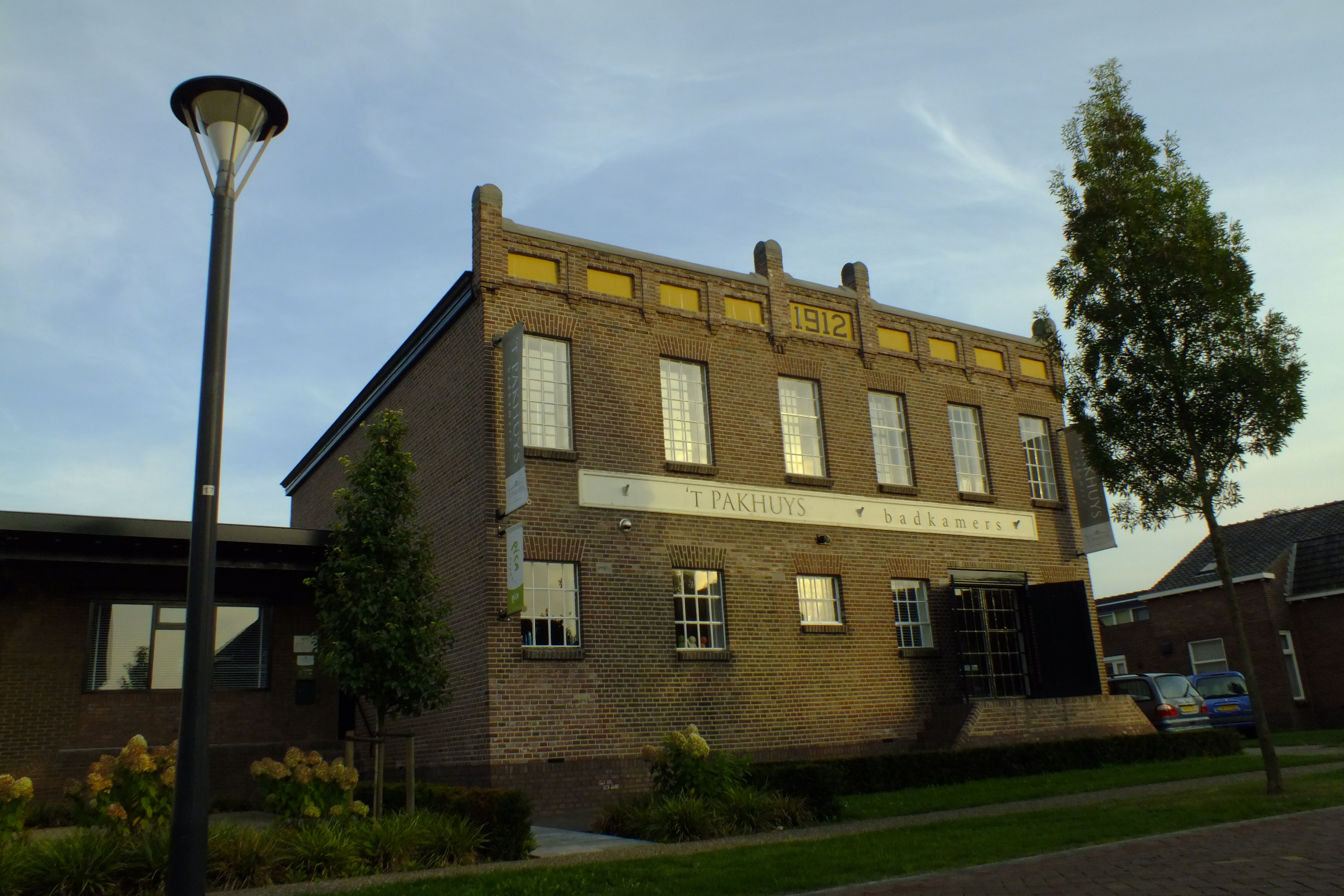
Складське приміщення
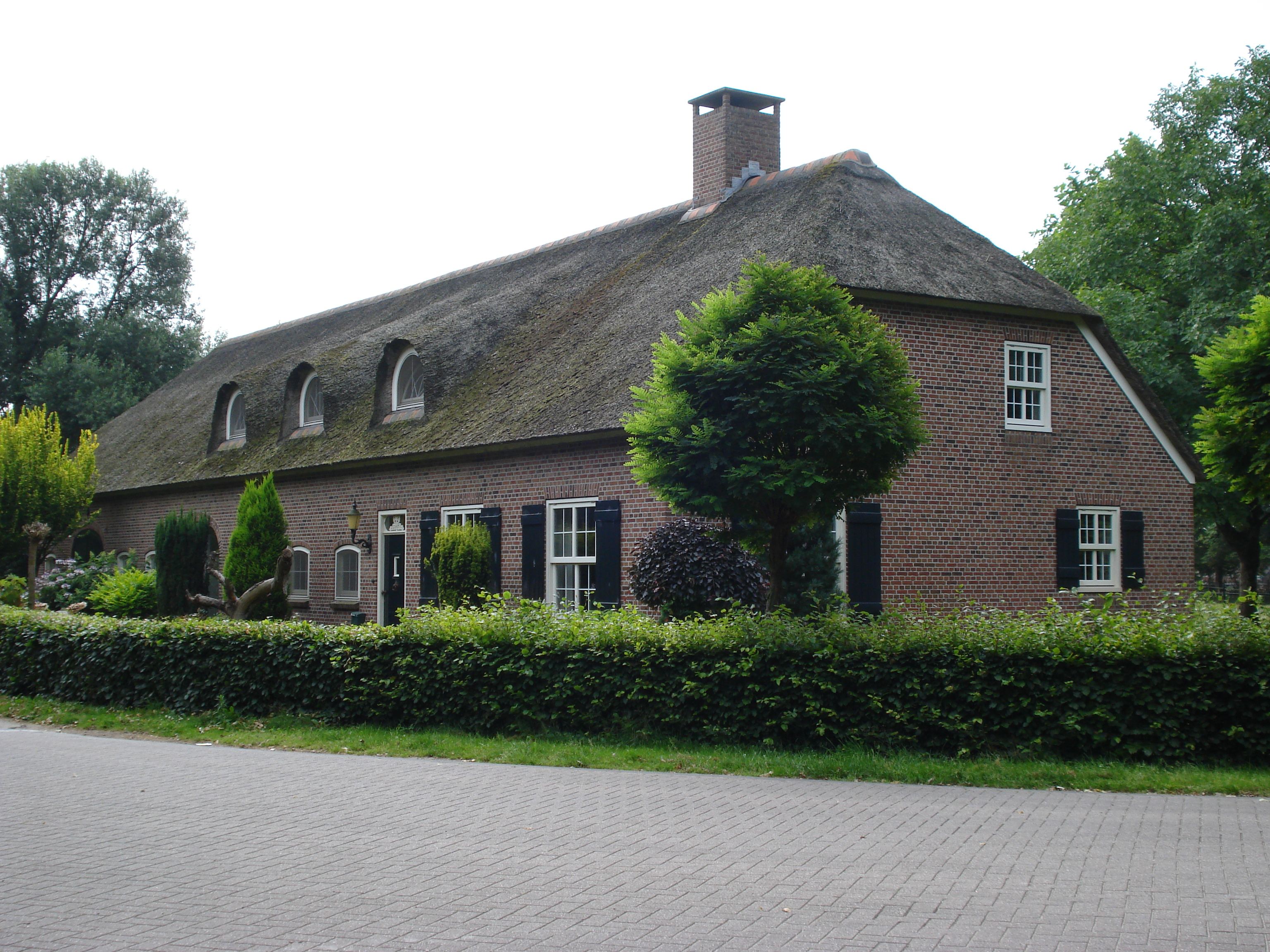
Ферма у селі